# Transformice
Transformice är ett plattformsspel på internet. Spelet skapades av två franska designer som går under aliasen Tigrounette och Melibellule. Spelaren styr en mus som går igenom banor med hjälp av pilarna. Spelet går ut på att ens mus skall samla ost. På varje bana i spelet finns det minst en ost samt minst ett mushål. Musen skall ta osten och sedan ta sig igenom banan (oftast med hjälp av en shaman) för att komma till mushålet. När man har kommit till mushålet efter att ha tagit osten har man klarat banan. Osten kan användas till att köpa saker som musen kan ha på sig.
På de flesta banor finns det en eller två möss som är så kallade shamaner, som kan skapa fysiska föremål att placera ut på banan, inom sin närhet, för att hjälpa mössen att klara banan. I "Bootcamp" finns det ingen shaman, där måste alla möss klara sig själva.

## Föremål
Föremålen shamanen kan skapa är:
- Boll, som är ett föremål mössen kan studsa på, men inte särskilt högt.
- Pil, som är en pil som shamanen kan använda för att markerar någonting.
- En så kallad "spirit", som är en liten explosion, som får mössen att flytta på sig.
- Ballong, som går att fästa vid olika föremål, vilket får dem att sväva tills de träffar på ett hinder, då de stannar.
- En runa, som är en pil som åker i pilens riktning tills den stöter på ett föremål, som den då knuffar. Runor svävar.
- Liten låda, som går att fästa i större konstruktioner.
- Stor låda, som är viktig i många konstruktioner.
- Städ, som är ett mycket tungt föremål som vanligen används för att stabilisera konstruktioner.
- Liten planka, som ofta används för att fästa konstruktioner.
- Stor planka, som används till broar, trappor, m.m.
- Kanonkulor, som ofta används för att bli av med onödiga eller misslyckade konstruktioner eller döda möss när man spelar på survivor.
- Iskub, används till att döda möss genom att frysa dem med.
- Chokladplanka, en planka som är lättare att gå på (man hålls fast på den lättare).

## Gångjärn
Det finns tre olika sorters gångjärn, blå, gula, och röda. Röda gångjärn fäster föremål, och kan placeras på plankor. De kan fästas på tre olika punkter. Ett rött fästs genom att shamanen trycker "b"-tangenten innan den placerar ut plankan. Gula gångjärn fäster föremål i varann. Gula gångjärn kan placeras på alla föremål utom "spirit" och pilen. De blå gångjärnen används för att föremål ska kunna snurra fritt runt gångjärnet.

## Hardmode
För de mer erfarna spelarna (De som shaman har lyckats få 1000 möss att få osten) finns "Hard mode". Hard mode låter inte shamanen använda röda gångjärn eller "spirits". I utbyte får man ändra färgen på "tatueringen" och fjädrarna som visar att musen är shaman. Dessutom får man skapa en "totem" som är en speciell konstruktion, som kan användas en gång per bana.

## Stammar
Stammar eller "tribes" är en grupp av möss. Stammens medlemmar kan sedan samarbeta för att få stammen att stiga i rank på den officiella rankningen. De kan även kommunicera med varann genom utan att andra spelare kan se detta, en så kallad tribechat. Stammar har ett så kallat "tribehouse". Det är en speciell bana, som kan skapas av medlemmarna själva, designad för att likna ett hem.